# طارق محمد عبد الله صالح
العميد طارق محمد عبد الله صالح عفاش قائد عسكري يمني، تولى قيادة الحرس الخاص واللواء الثالث حرس أثناء فترة حكم عمه علي عبد الله صالح الأخيرة حتى إقالته في أبريل 2012 بقرار من الرئيس عبد ربه منصور هادي، شارك في أحداث عسكرية متعددة منذ العام 2011. تم اختياره عضوا في مجلس القيادة الرئاسي في 7 أبريل 2022.

## أسرته
ولد طارق محمد عبد الله صالح نجل قائد الأمن المركزي السابق محمد عبد الله صالح الأحمر في العام 1970، وهو ابن شقيق الرئيس اليمني السابق علي عبد الله صالح، وأشقاؤه: يحيى محمد عبد الله صالح قائد أركان الأمن المركزي السابق وعمار محمد عبد الله صالح وكيل جهاز الأمن القومي السابق وابن عمه أحمد علي عبد الله صالح قائد الحرس الجمهوري السابق.

## مسيرته العسكرية
- عمل طارق صالح قائدًا للحرس الخاص واللواء الثالث حرس جمهوري حتى تاريخ 6 أبريل 2012.

- في 6 أبريل 2012 قام الرئيس الجديد عبد ربه منصور هادي بإصدار قرار بتغيير قائد اللواء الثالث مدرع التابع للحرس الجمهوري وتعيين العميد عبد الرحمن عبد الله الحليلي قائداً للواء، أدى ذلك لتمرد طارق ضد القرار لمدة 65 يومًا، وقضى قرار هادي بتعيين طارق قائدًا للواء 37 مدرع، ومن ثم صدر قرار بتعيينه ملحقا عسكريًا لليمن في ألمانيا، وفي 3 مايو 2012 أعلن مبعوث الأمم المتحدة إلى اليمن جمال بنعمر انتهاء تمرد طارق، بعد أن التقى المبعوث بالرئيس السابق علي عبدالله صالح وأبلغه بعواقب استمرار تمرد أفراد عائلته المقالين من مناصبهم العسكرية على قرارات الرئيس هادي، وإمكانية فرض مجلس الأمن الدولي العقوبات عليهم.[3]
- تم تسليم قيادة اللواء الثالث حرس جمهوري في 11 يونيو 2012.

## الحرب الأهلية اليمنية
- عاد طارق إلى اليمن في العام 2014 وتولى قيادة الحراسة الشخصية لعمه علي عبد الله صالح وقيادة شبكته العسكرية، خصوصا مع غياب أحمد علي عبدالله صالح. ساهم بعد دخول الحوثيين إلى صنعاء في 21 سبتمبر 2014 في قيادة المناطق التي توالي عمه وعمل متحالفا مع قوات الحوثي.

- بعد خروج الرئيس عبد ربه منصور هادي من صنعاء إلى عدن ثم منها إلى السعودية واندلاع عاصفة الحزم، وقف طارق محمد عبد الله صالح متحالفا مع الحوثيين بالتبعية لعمه رئيس حزب المؤتمر الشعبي العام، الذي اعتبر ما حدث عدوانا على اليمن وحكومة هادي حكومة غير شرعية.

- شكل طارق معسكرا تدريبيا تحت اسم معسكر الشهيد الملصي وهو ما أثار ريبة الحوثيين بعد أن ظهرت بوادر انشقاق الحلف بينهم وبين عمه والذي تصاعد مع ذكرى تأسيس حزب المؤتمر في 24 أغسطس 2017.

### أحداث ديسمبر
- بدأ خلاف علي عبد الله صالح مع الحوثيين يظهر عسكريا للعلن في 29 نوفمبر 2017 قبيل مناسبة المولد النبوي التي أقامها الحوثيون في ميدان السبعين بصنعاء، حيث يتهم صالح وحزبه الحوثيون باقتحام جامع الصالح وقتل واعتقال حراسته، واستمرت الاشتباكات حتى مقتل علي عبد الله صالح في 4 ديسمبر 2017 وانتصار الحوثيين وإحكام سيطرتهم على صنعاء، استطاع طارق الخروج من صنعاء في السابع من ديسمبر، وكان أول ظهور علني له في محافظة شبوة في 12 يناير 2018 خلال تشييع جنازة عارف الزوكا الذي قتل في أحداث ديسمبر مع علي عبد الله صالح، وانتقل بعدها طارق إلى عدن وبدأ بإنشاء معسكرات بدعم إماراتي.[4]

### ما بعد أحداث ديسمبر
- انتقل طارق إلى عدن، وبدأ طارق بتجميع أفراد وقيادات قوات الحرس الجمهوري والحرس الخاص لتشكيل قوات عسكرية بعيداً عن السلطات الشرعية، بدعم وتسليح من الإمارات العربية المتحدة وتحالف التدخل العسكري في اليمن، وتلقت دورات تدريبية في معسكر في منطقة بئر أحمد أسسته القوات الإماراتية شرقي مدينة عدن بعد سيطرة الانتقالي على عدن وطرد الحكومة اليمنية منها.[5]
- عبر رئيس المجلس الانتقالي الجنوبي المدعوم من الإمارات عيدروس الزبيدي نهاية يناير 2018 عن دعمه ما وصفها بتشكيلات مقاومة سيقودها طارق صالح ضد الحوثيين، [6]
- في 19 أبريل 2018 تقدمت قوات طارق بمشاركة «ألوية العمالقة» و«قوات المقاومة التهامية» في عملية عسكرية مدعومة جويًا من الطيران الإماراتي للسيطرة على منطقة المخا ومنطقة باب المندب، وعلى مناطق واسعه في الساحل الغربي اليمني ومحافظة الحديدة، وعُرفت هذه القوات بالعديد من المسميات ومنها القوات المشتركة، وحراس الجمهورية، وقوات «المقاومة الوطنية»، وقوات العمالقة.[7]
- في 25 مارس 2021 أعلنت قوات المقاومة الوطنية إشهار مكتبها السياسي برئاسة طارق محمد عبد الله صالح، وأنها تسعى لتكاتف القوى الوطنية والتنسيق بين مختلف مكوناتها السياسية لخدمة معركة شعبنا المصيرية.[8]
- استولى الحوثيون على مناطق واسعة في جنوب الحديدة بعد انسحاب قوات طارق «القوات المشتركة» منها في 13 نوفمبر 2021، ونفت الحكومة اليمنية أن يكون لها دور في هذا الأمر، وقالت الأمم المتحدة إنها تراقب الوضع عن كثب.[9]، وقالت القوات المشتركة أنها أعادت انتشارها من حول مدينة الحديدة بسبب عدم تنفيذ اتفاق ستوكهولم الذي قضى بانسحاب مرحلي لقوات الجانبين من الحديدة.
- تم اختياره عضوا في مجلس القيادة الرئاسي في 7 أبريل 2022.

## التهم الموجهة ضده
- قالت هيومن رايتس ووتش أنها وثقت حالات احتجاز بدون تهم قامت بها قوات الحرس الجمهوري وجهاز الأمن القومي والحرس الخاص خلال أحداث عام 2011.[10]
- في 27 أبريل/نيسان 2013 أمرت محكمة غرب الأمانة في العاصمة اليمنية صنعاء بالتحقيق مع صالح وغيره من كبار المسؤولين السابقين ومنهم ابني أخيه يحيى صالح وطارق صالح على خلفيه مذبحة مارس/آذار 2011 التي راح ضحيتها متظاهرون مناهضون للحكومة، ووجه النائب العام علي الأعوش بذلك أيضًا.[11][12]
- أعتبرت هيومن رايتس ووتش تعيين طارق في منصب دبلوماسي عام 2012 أمرا مقلقا كونه كان من القيادات العسكرية المُتهمة بارتكاب انتهاكات لحقوق الإنسان في أحداث 2011، منها الاعتداء على المتظاهرين والاعتقال التعسفي والتعذيب وأعمال الاختفاء القسري.[13]

## وصلات خارجية
- طارق صالح... الرهان الجديد للتحالف ضد الحوثيين؟، العربي الجديد.
- طارق صالح.. عسكري يمني تراهن عليه الإمارات ، الجزيرة نت.
- من هو العميد طارق محمد عبد الله صالح الذي...، إرم نيوز.
- وكالة: فتح مكاتب تجنيد خاصة للانضمام إلى قوات طارق صالح، سبوتنيك.